# 左京山
左京山（さきょうやま）は、愛知県名古屋市緑区の町名。丁番を持たない単独町名である。住居表示未実施。

## 地理
名古屋市緑区の中央部に位置し、東と南は大高町、西は鳴海町、北は曽根・四本木に接する。

## 歴史

### 町名の由来
鳴海町の小字名「左京山」による。「左京」とは、室町時代頃の人名であると言い伝わるという。

### 沿革
- 1984年（昭和59年）11月3日 - 鳴海町・大高町の各一部より、左京山が成立[1]。
- 1998年（平成10年）11月30日 - 鳴海町の一部を編入[3]。

## 世帯数と人口
2019年（平成31年）3月1日現在の世帯数と人口は以下の通りである。
| 町丁   | 世帯数  | 人口    |
| ------ | ------- | ------- |
| 左京山 | 616世帯 | 1,434人 |

### 人口の変遷
国勢調査による人口の推移
| 1995年（平成7年）  | 1,078人 | [ WEB 7 ]  |  |
| 2000年（平成12年） | 1,143人 | [ WEB 8 ]  |  |
| 2005年（平成17年） | 1,240人 | [ WEB 9 ]  |  |
| 2010年（平成22年） | 1,317人 | [ WEB 10 ] |  |
| 2015年（平成27年） | 1,348人 | [ WEB 11 ] |  |

## 学区
市立小・中学校に通う場合、学校等は以下の通りとなる。また、公立高等学校全日制普通科に通う場合の学区は以下の通りである。なお、小学校は学校選択制度を導入しておらず、番毎で各学校に指定されている。
| 小学校                                    | 中学校                                      | 高等学校 |
| ----------------------------------------- | ------------------------------------------- | -------- |
| 名古屋市立平子小学校 名古屋市立有松小学校 | 名古屋市立左京山中学校 名古屋市立有松中学校 | 尾張学区 |

## 交通

### 鉄道
- 名古屋鉄道
NH 名古屋本線 左京山駅

### 道路
- 国道1号

## 施設
- 愛知県立鳴海高等学校
- 名古屋市立左京山中学校
- 名古屋市緑土木事務所
- 鴻ノ巣公園

1984年（昭和59年）11月20日供用開始。

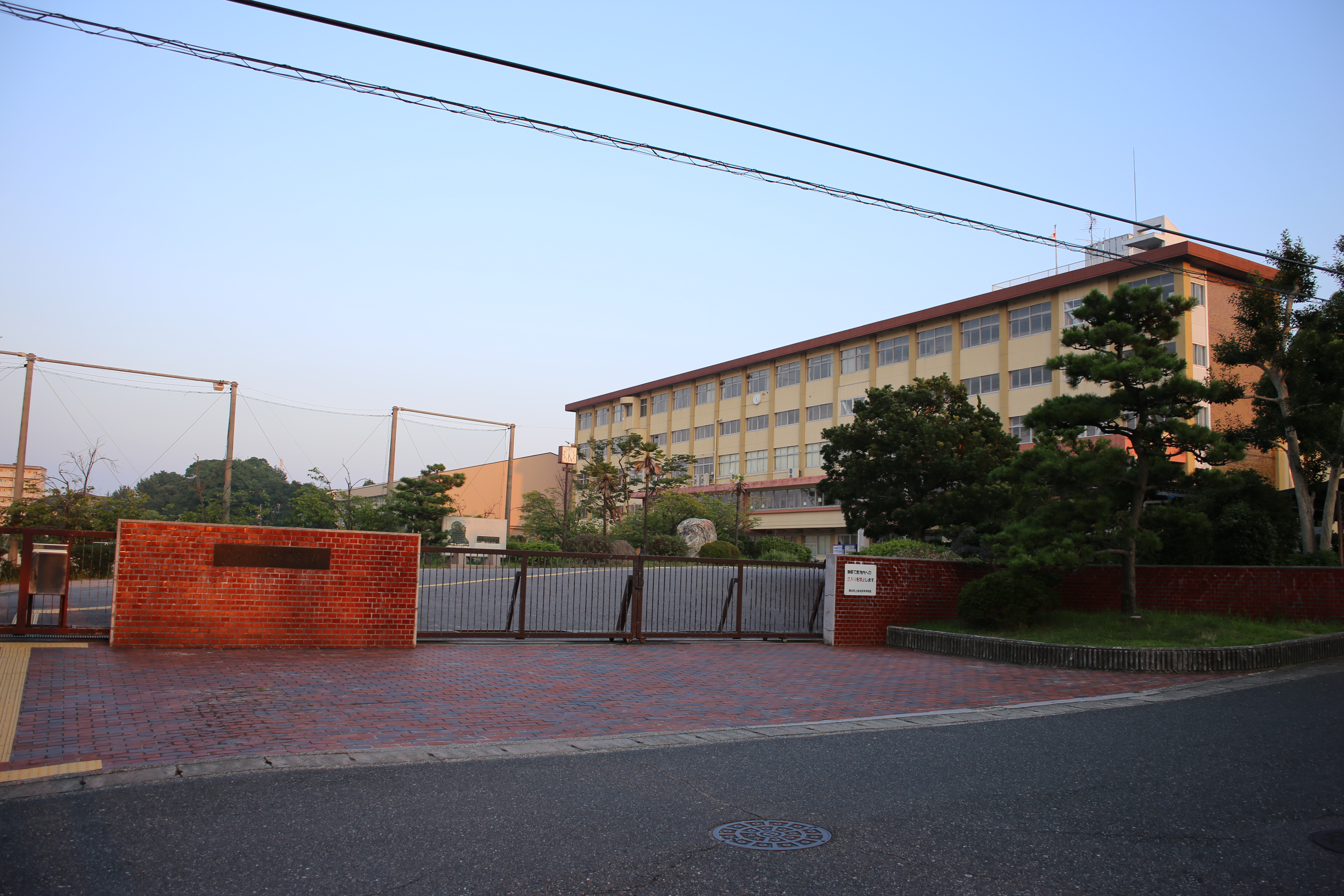
鳴海高校
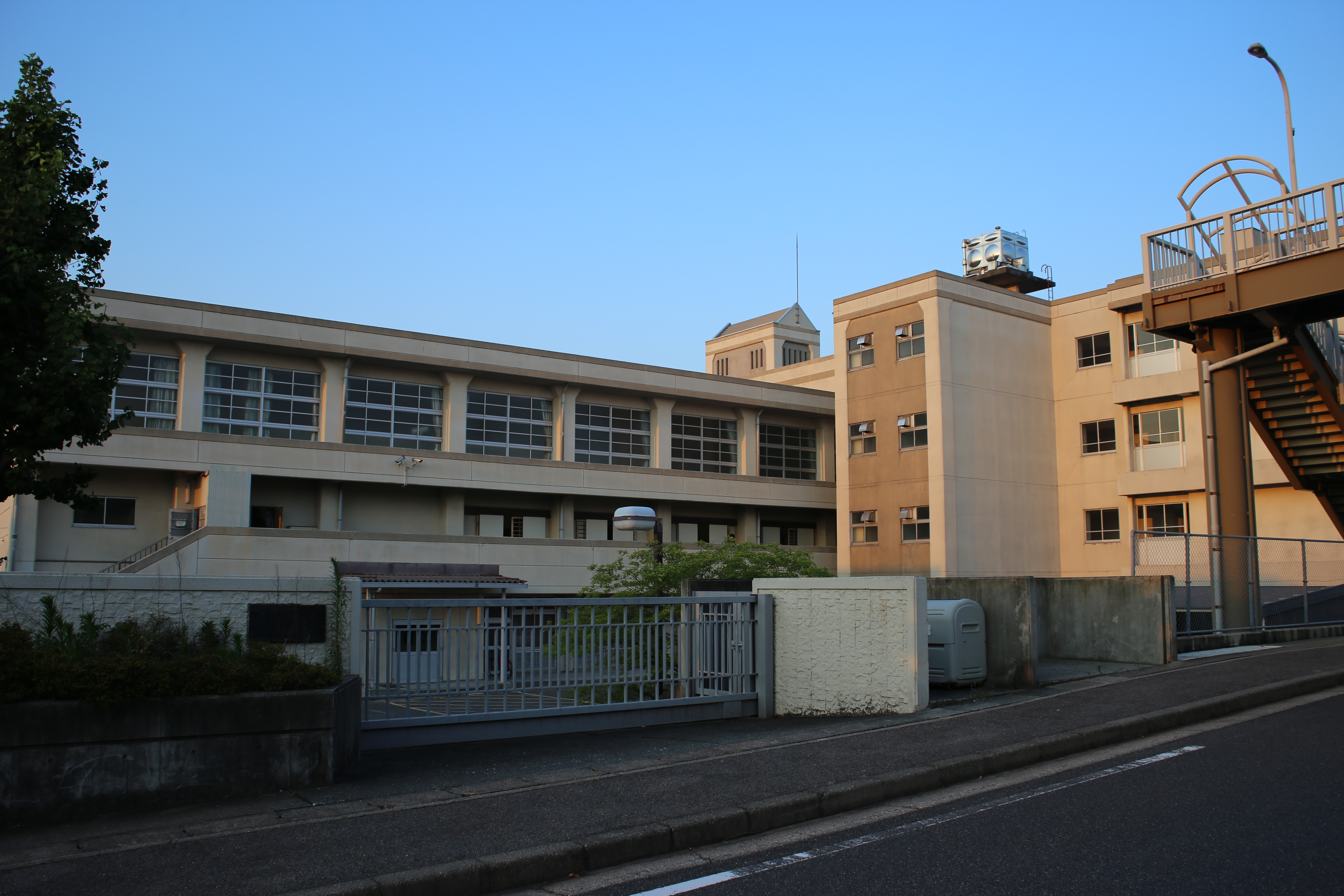
左京山公園
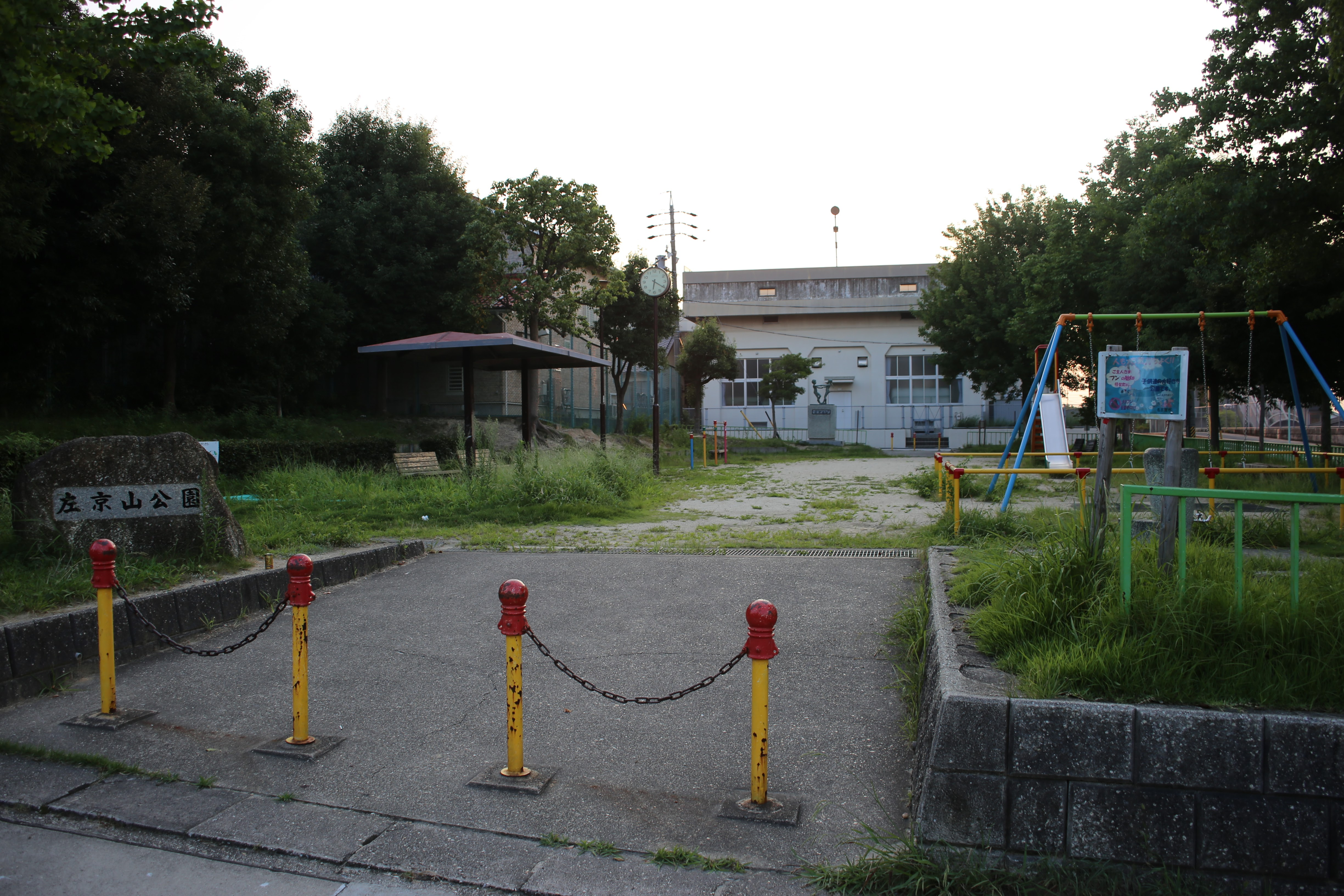
左京山公園

1984年（昭和59年）11月20日供用開始。
- 鳴海高校
- 左京山中学校
- 左京山公園

## その他

### 日本郵便
- 郵便番号 : 458-0825[WEB 3]（集配局：緑郵便局[WEB 15]）。